# 837.
◄ | 8. stoljeće | 9. stoljeće | 10. stoljeće | ►
◄ | 800-ih | 810-ih | 820-ih | 830-ih | 840-ih | 850-ih | 860-ih | ►
◄◄ | ◄ | 834. | 835. | 836. | 837. | 838. | 839. | 840. | ► | ►►
Astronomija • Književnost • Kršćanstvo • Pravo • Promet

## Događaji
- Petar Tradonik (Pietro Tradonico) je izabran za mletačkog dužda.

## Vanjske poveznice
|  | Zajednički poslužitelj ima još gradiva o temi 837. |